# Robert de Palatinat-Veldenz
Robert de Palatinat-Veldenz (allemand: Ruprecht von Pfalz-Veldenz) (né en 1506 – 28 juillet 1544) fut comte palatin et duc de Veldenz de 1543 à 1544.

## Biographie
Robert ou Rupert nait à Deux-Ponts en 1506 est le fils cadet du comte de Palatinat-Deux-Ponts Alexandre de Bavière.
Comme cadet, il est initialement destiné à l'Église dès ses jeunes années. En 1517 il devient membre du chapitre de chanoines de Mayence Cologne puis la cathédrale de Strasbourg. En 1524 son frère lui accorde le revenu de prévôt de Saint-Remigius avec le château de Michelsburg et en 1526, l'Office de Lauterecken. Il renonce à toutes dignités ecclésiastiques dès 1529 et se marie en 1537. Après la mort de son frère Louis  Robert intervient de 1533 à 1543 comme régent de son neveu mineur Wolfgang de Bavière avec la mère de ce dernier Élisabeth de Hesse jusqu'à son remariage le 9 janvier 1541 avec le comte palatin Georges de Simmern.
Par le pacte familial de Marburg de 1543 Robert reçoit le comté de Veldenz, un territoire gouverné par son neveu le comte palatin de Deux-Ponts Wolfgang. Robert meurt dès l'année suivante et il a comme successeur son fils unique Georges-Jean.

## Union et postérité
Rupert épouse en 1537 Ursula de Salm-Kyrburg (née vers 1515 – 24 juillet 1601), fille du Rhingrave Jean VII de Salm-Kyrburg dont:
- Anne de Palatinat-Veldenz épouse en 1558 le Margrave Charles II de Bade-Durlach
- Georges-Jean de Veldenz
- Ursula de Palatinat-Veldenz (né le 3 octobre 1543, morte à une date inconnue après 1578) épouse en 1578 le comte Wirich VI von Daun-Falkenstein (1539–1598)